# John Gwyn Jeffreys
John Gwyn Jeffreys, född 18 januari 1809, död 21 januari 1885, var en brittisk conchyliolog.
Jeffreys deltog som ledare i flera havsexpeditioner och utgav ett sammanfattningsarbete över mollusker, British conchology (5 band, 1862-69).